# Ernest Tubb

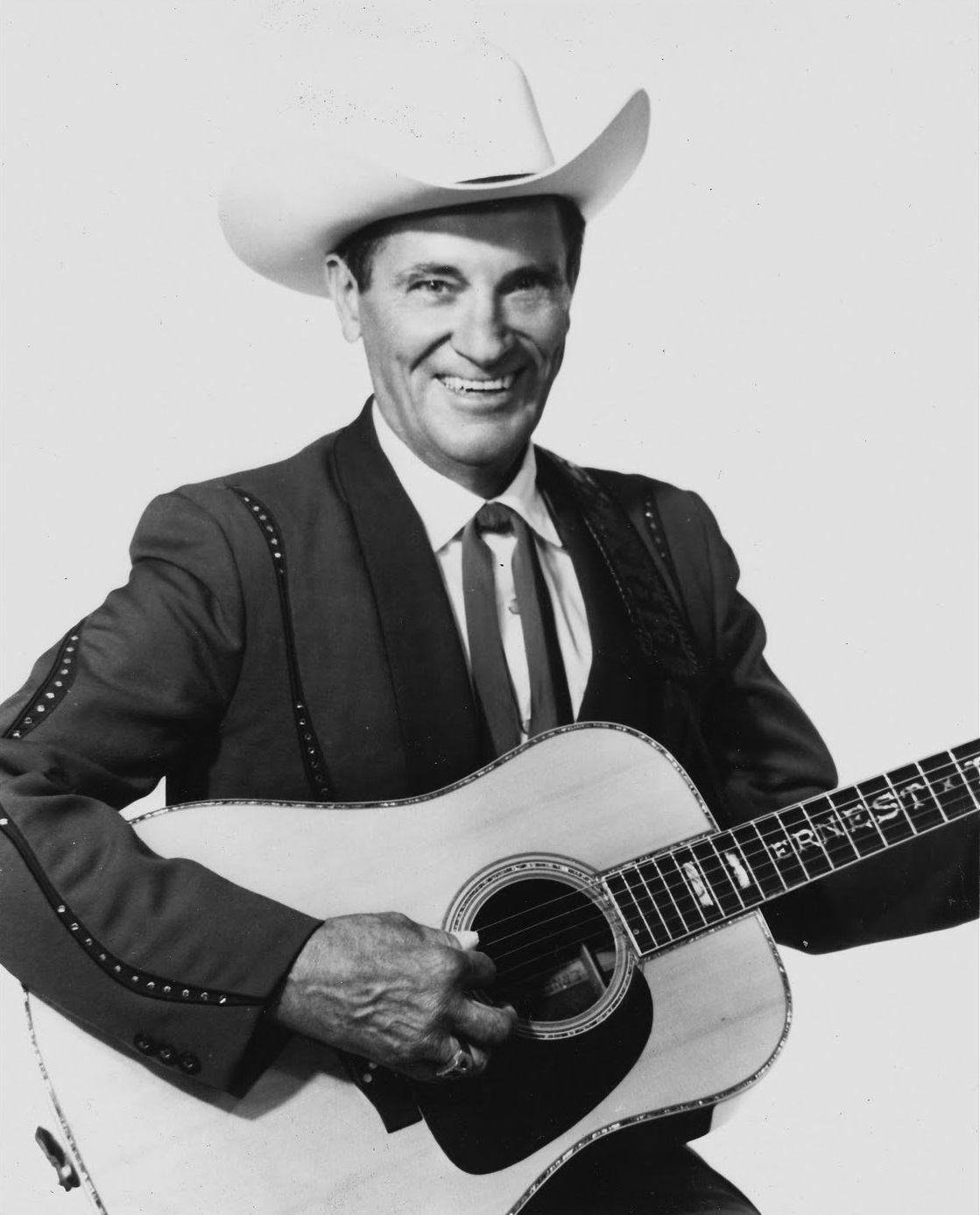
Ernest Tubb

Ernest Dale Tubb (* 9. Februar 1914 in Crisp, Texas; † 6. September 1984 in Nashville) war ein US-amerikanischer Countrysänger und Wegbereiter der Honky Tonk Music. Zusammen mit seinen Texas Troubadors, bei denen auch Jerry Byrd Mitglied war, nahm er über 300 Platten auf.

## Karriere

### Kindheit und Jugend
Als jüngster Sohn einer kinderreichen Familie wuchs Ernest im ländlichen Texas auf. Beeinflusst von der Musik Jimmie Rodgers begann er bereits in jungen Jahren Gitarre zu spielen. Bei dem in San Antonio beheimateten Sender KONO gelang ihm 1934 der Einstieg in eine nahezu täglich ausgestrahlte Radioshow. Er heiratete, und ein Jahr später wurde sein Sohn Justin geboren.

### Erste Schritte
Ernest Tubb war weiterhin vom 1933 an Tuberkulose gestorbenen Jimmie Rodgers fasziniert. Eines Tages fand er der Legende nach im Telefonbuch die Nummer der Witwe seines Idols. Kurz entschlossen rief er sie an. Es entwickelte sich eine Freundschaft, die jahrzehntelang anhalten sollte. Carrie Rodgers förderte den jungen Musiker nach Kräften. Für eine Fotosession stellte sie ihm die Gitarre ihres Mannes zur Verfügung. Außerdem verschaffte sie ihm einen Schallplattenvertrag bei RCA. Die ersten beiden Singles, bei denen Tubb Jimmie Rodgers zu imitieren versuchte, waren ein Misserfolg, und Tubb verlor seinen Vertrag. Mit kleineren Auftritten und Radio-Sessions hielt er sich über Wasser. Als „Gold Chain Troubadour“ absolvierte Tubb Werbeauftritte für ein Handelsunternehmen.

### Karriere

Ernest Tubb Record Shop

1940 wurde er von Decca Records unter Vertrag genommen. Im selben Jahr schaffte er mit Blue Eyed Elaine einen ersten kleineren Hit. Der Durchbruch gelang ihm 1941 mit der Eigenkomposition Walking The Floor Over You. Von dieser Single wurden mehr als eine Million Exemplare verkauft – ein beachtlicher Erfolg in wirtschaftlich schwierigen Zeiten. Walking The Floor Over You gilt gleichzeitig als erster bedeutender Honky Tonk Song. Eine neue Stilrichtung der Country-Musik nahm damit ihren Anfang.
1943 zog Tubb nach Nashville. Er wurde Mitglied der Grand Ole Opry und machte auch hier Geschichte: Er setzte als erster Country-Musiker eine elektrische Gitarre ein. 1944 gelang Ernest Tubb sein erster Nummer-1-Hit in den Folk (C&W) Charts mit Soldier's Last Letter. Es folgte eine nahezu ununterbrochene Serie von Hitparadenerfolgen, die bis in die 1960er Jahre andauerte. Als einer der wenigen Altstars überlebte er Rockabilly, Rock ’n’ Roll und den Nashville Sound. Mit seiner warmen, tiefen und gleichzeitig lässigen Stimme blieb er dabei dem Honky Tonk treu.
1947 eröffnete Tubb in Nashville auf dem Broadway den ersten und heute noch bestehenden Ernest Tubb Record Shop, der bald berühmt wurde; daraus entstand eine erfolgreiche Kette. Wenig später initiierte er das Midnight Jamboree, eine wöchentlich im Anschluss an die Grand Ole Opry ausgestrahlte Radiosendung. Sein Sohn Justin Tubb begann 1953 ebenfalls bei Decca als Musiker und konnte sich ebenfalls als erfolgreicher Country-Musiker behaupten. Ein weiterer Höhepunkt Tubbs Karriere war ein Konzert in der New Yorker Carnegie Hall, der erste Auftritt eines bedeutenden Country-Musikers im „Big Apple“. Hinzu kamen zahlreiche Fernsehauftritte und kleinere Rollen in Spielfilmen. Musikalisch arbeitete Ernest Tubb auch mit den Andrews Sisters und Loretta Lynn zusammen. Anfang der sechziger Jahre gelang ihm mit Thanks A Lot erneut ein Top-3-Hit. 1965 wurde er als sechste Person in die Country Music Hall of Fame aufgenommen.

### Krankheit und Tod
1966 wurde bei Tubb eine schwere Lungenkrankheit diagnostiziert, trotzdem unternahm er weiterhin strapaziöse Tourneen. In den siebziger Jahren ließen die Verkaufszahlen nach. 1975 beendete Decca nach 35 Jahren den Vertrag. Tubb unterschrieb daraufhin bei einem kleineren Label. Sein Gesundheitszustand verschlechterte sich zusehends; 1982 musste er seine musikalische Laufbahn beenden. Zwei Jahre später, am 6. September 1984, starb er in Nashville an einem Lungenemphysem. Er wurde auf dem Nashville Hermitage Memorial Gardens beigesetzt.

## Trivia
Die deutsche Band Western Union erwähnt Ernest Tubb in ihrem Song Ich möcht so gerne mal nach Nashville von 1982. Darin geht es um einen Fabrikarbeiter, der von einer Reise in die Country-Metropole träumt, sich diese finanziell aber nicht leisten kann.

## Singles

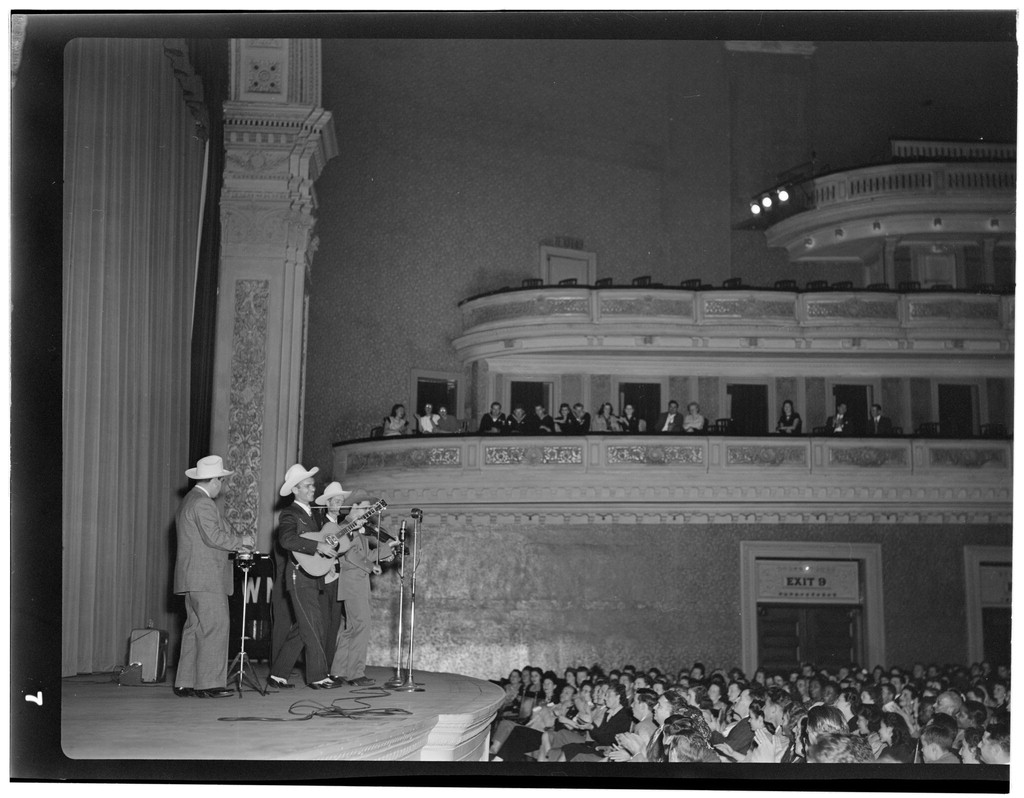
Ernest Tubb und Band bei einem Auftritt in der New Yorker Carnegie Hall, September 1947. Fotografie von William P. Gottlieb

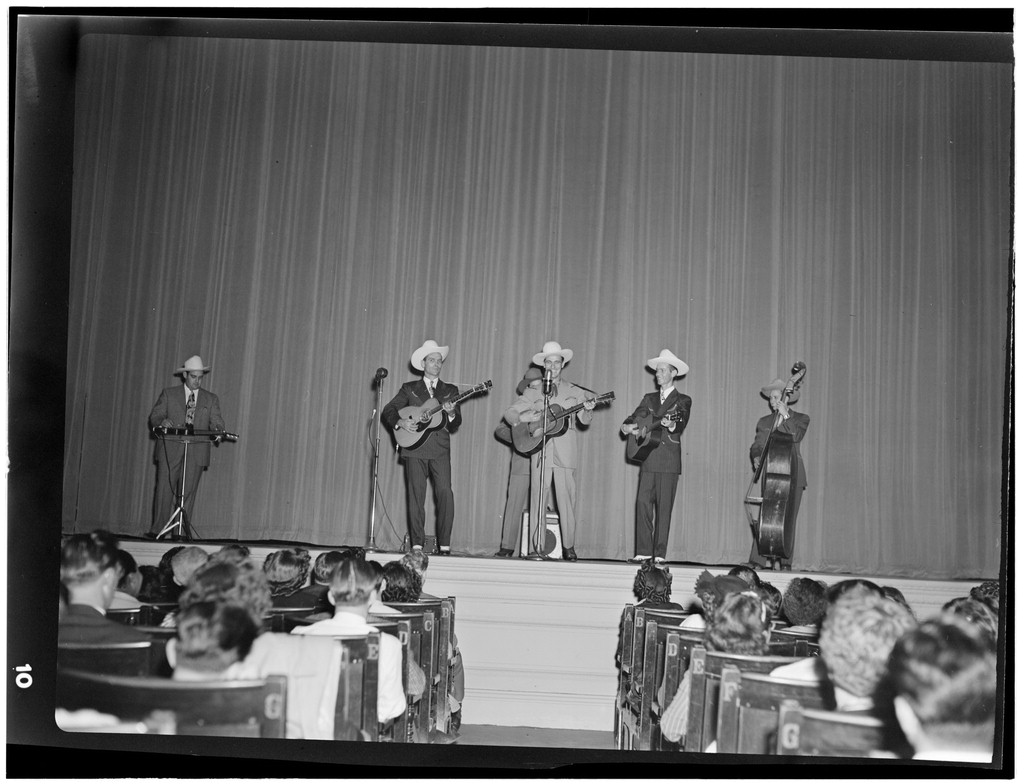
Ernest Tubb und seine Band bei einem Auftritt in der New Yorker Carnegie Hall, September 1947. Foto von William P. Gottlieb

- 1936 – The Passing Of Jimmie Rodgers / Jimmie Rodgers' Last Thoughts
- 1936 – The T.B. Is Whipping Me / Since That Black Cat Crossed My Path
- 1940 – Blue Eyed Elaine / I'll Get Along Somehow
- 1940 – I'll Never Cry Over You / You Broke My Heart
- 1942 – E.T. Blues / Walking The Floor Over You
- 1943 – Try Me One More Time
- 1944 – Soldier's Last Letter / Yesterday's Tears
- 1945 – Keep My Mem'ry In Your Heart / Tomorrow Never Comes
- 1945 – Careless Darlin'
- 1945 – It's Been So Long Darling
- 1946 – Rainbow At Midnight
- 1946 – Filipino Baby / Drivin' Nails In My Coffin
- 1947 – Don't Look Now (But Your Broken Heart Is Showing) / So Round, So Firm, So Fully Packed
- 1947 – I'll Step Aside
- 1948 – Seaman's Blues
- 1948 – You Nearly Lose Your Mind
- 1948 – Forever Is Ending Today / That Wild And Wicked Look In Your Eye
- 1948 – Have You Ever Been Lonely? (Have You Ever Been Blue) / Let's Say Goodbye Like We Said Hello
- 1949 – Till The End Of The World / Daddy, When Is Mommy Coming Home?
- 1949 – That's All She Wrote / Why Should I Cry Over You
- 1949 – I'm Bitin' My Fingernails And Thinking Of You / Don't Rob Another Man's Castle
- 1949 – Mean Mama Blues
- 1949 – Slipping Around / My Tennessee Baby
- 1949 – My Filipino Rose / Warm Red Wine
- 1949 – Blue Christmas / White Christmas
- 1949 – Tennessee Border No. 2 / Don't Be Ashamed Of Your Age
- 1950 – Letters Have No Arms / I'll Take A Back Seat For You
- 1950 – I Love You Because / Unfaithful One
- 1950 – Throw Your Love My Way / Give Me A Little Old Fashioned Love
- 1950 – Goodnight Irene / Hillbilly Fever No. 2
- 1950 – You Don't Have To Be A Baby To Cry
- 1950 – (Remember Me) I'm The One Who Loves You
- 1950 – Blue Christmas
- 1951 – Don't Stay Too Long
- 1951 – The Strange Little Girl
- 1951 – Hey La La
- 1951 – Driftwood On The River
- 1952 – Too Old To Cut The Mustard
- 1952 – Missing In Action
- 1952 – Somebody's Stolen My Honey
- 1952 – Fortunes In Memories
- 1953 – No Help Wanted
- 1953 – Divorce Granted
- 1954 – Two Glasses, Joe
- 1955 – The Yellow Rose Of Texas
- 1955 – Thirty Days (To Come Back Home)
- 1957 – Mr. Love / Leave Me
- 1957 – My Treasure / Go Home
- 1957 – Geisha Girl / I Found My Girl In The U.S.A
- 1958 – House Of Glass / Heaven help Me
- 1958 – Hey Mr. Bluebird / How Do We Know
- 1958 – Hey, Mr. Bluebird
- 1958 – Keep Purple Blues / Half A Mind
- 1958 – What Am I Living For / Goodbye Sunshine Hello Blues
- 1959 – I Cried A Tear / I'd Rather Be
- 1959 – Next Time / What I Know About Her
- 1960 – Everybody's Somebody's Fool / Let The Little Girl Dance
- 1960 – Live It Up / Accidentally On Purpose
- 1960 – A Guy Named Joe / White Silver Sands
- 1961 – Girl From Abilene / Little Old Band Of Gold
- 1961 – Don't Just Stand There / Thoughts Of A Fool
- 1961 – Through That Door
- 1961 – Christmas Is Just Another Day For Me / Rudolph The Red Nosed Reindeer
- 1962 – I'm Looking High And Low For My Baby / Show Her Lots Of Gold
- 1963 – Mr. Juke Box / Walking The Floor Over You
- 1963 – Thanks A Lot / The Way You're Living
- 1964 – Be Better To Your Baby / Think Of Me, Thinking Of You
- 1964 – Love Was Right Here All The Time / Mr. & Mrs. Used To Be
- 1964 – Pass The Booze / That's All You'll Ever Be
- 1965 – Do What You Do Do Well / Turn Around, Walk Away
- 1965 – Our Hearts Are Holding Hands / We're Not Kids Anymore
- 1965 – Waltz Across Texas
- 1965 – After The Boy Gets The Ball / It's For God And Country And You Mom
- 1966 – Just One More / Till My Getup Has Gotup And Gone
- 1966 – Another Story, Another Time, Another Place / There's No Room In My Heart (For The Blues)
- 1967 – Beautiful, Unhappy Home / Sweet Thang
- 1968 – Nothing Is Better Than You / Too Much Of Not Enough
- 1968 – I'm Gonna Make More Like A Snake / Mama, Who Was That Man
- 1969 – Tommy's Doll / Saturday Satan Sunday Saint
- 1969 – Somewhere Between / Who's Gonna Take The Garbage Out
- 1970 – Dear Judge / Good Year For The Wine
- 1973 – Texas Troubador / I've Got All The Heartaches I Can Handle
- 1974 – Anything But This / Don't Water Down The Bad News
- 1975 – I'd Like To Live It Again / If You Don't Quit Checkin' On Me (I'm Checkin' Out On You)
- 1977 – Sometimes I Do / Half My Heart's In Texas
- 1979 – Waltz Across Texas
- 1979 – Walkin' The Floor Over You
- 1983 – Leave Them Boys Alone